# Denkmäler der Volksrepublik China (Hunan)
Die folgende Tabelle bietet eine Übersicht zu sämtlichen Denkmälern der Provinz Hunan (Abk. Xiang), die auf der Denkmalliste der Volksrepublik China stehen:
| Name                                                               | Beschluss | Kreis/Ort                | siehe (auch) | Bild |
| ------------------------------------------------------------------ | --------- | ------------------------ | --- | ---- |
| Shaoshanchong Mao zhuxi jiuju 韶山冲毛主席旧居                     | 1-4       | Shaoshan shi 韶山市      | Mao Zedongs Geburtshaus in Shaoshanchong (in Shaoshan)                                                                                         |      |
| Qiushou qiyi Wenjiashi huishi jiuzhi 秋收起义文家市会师旧址        | 1-14      | Liuyang shi 浏阳市       | Stätte der Truppenvereinigung in Wenjiashi während des Herbsternte-Aufstandes (1927) (Liuyang)                                                 |      |
| Xizhou tongzhu 溪州铜柱                                            | 1-132     | Yongshun xian 永顺县     | Kupfersäule von Xizhou (Kreis Yongshun) |      |
| Changde tiechuang 常德铁幢                                         | 2-44      | Changde shi 常德市       | Eiserne Sutrasäule in Changde |      |
| Huang Xing guju 黄兴故居, Huang Xing mu 黄兴墓(墓)                 | 3-7       | Changsha xian 长沙县     | Ehemaliger Wohnsitz von Huang Xing, Grab von Huang Xing (Kreis Changsha)                                                                       |      |
| Liu Shaoqi guju 刘少奇故居                                         | 3-15      | Ningxiang xian 宁乡县    | Ehemaliger Wohnsitz von Liu Shaoqi (Kreis Ningxiang)                                                                                           |      |
| Ren Bishi guju 任弼时故居                                          | 3-16      | Miluo shi 汨罗市         | Ehemaliger Wohnsitz von Ren Bishi (Miluo) |      |
| Pingjiang qiyi jiuzhi 平江起义旧址                                 | 3-27      | Pingjiang xian 平江县    | Stätte des Pingjiang-Aufstandes (Kreis Pingjiang (Yueyang))                                                                                    |      |
| Yueyang lou 岳阳楼                                                 | 3-66      | Yueyang shi 岳阳市       | Yueyang-Turm (Yueyang) |      |
| Yuelu shuyuan 岳麓书院                                             | 3-75      | Changsha shi 长沙市      | Yuelu-Akademie (Changsha) |      |
| Wuxi moya shike 浯溪摩崖石刻                                       | 3-173     | Qiyang xian 祁阳县       | Wuxi-Steininschriften (Kreis Qiyang) |      |
| Changsha Tongguan-Brennofen                                        | 3-224     | Wangcheng                | Stätte des Changsha-Tongguan-Brennofens (Kreis Wangcheng, Changsha)                                                                            |      |
| Chengtoushan yizhi 城头山遗址                                      | 4-17      | Li xian 澧县             | Chengtoushan-Stätte (Kreis Li (Changde)) |      |
| Yan di ling 炎帝陵                                                 | 4-78      | Yanling xian 炎陵县      | Yandi-Mausoleum (Kreis Yanling) |      |
| Longxing si 龙兴寺                                                 | 4-108     | Yuanling xian 沅陵县     | Longxing-Kloster (Kreis Yuanling) |      |
| Matian gulou 马田鼓楼                                              | 4-178     | Tongdao xian 通道县      | Trommelturm von Matian (Kreis Tongdao) (Dong)                                                                                                  |      |
| Ningyuan wenmiao 宁远文庙                                          | 4-179     | Ningyuan xian 宁远县     | Konfuzianischer Tempel von Ningyuan (Kreis Ningyuan)                                                                                           |      |
| Tan Sitong guju 谭嗣同故居                                         | 4-207     | Liuyang shi 浏阳市       | Ehemaliger Wohnsitz von Tan Sitong (Liuyang)                                                                                                   |      |
| Wei Yuan guju 魏源故居                                             | 4-208     | Longhui xian 隆回县      | Ehemaliger Wohnsitz von Wei Yuan (Longhui) |      |
| Xiang Jingyu guju 向警予故居                                       | 4-217     | Xupu xian 溆浦县         | Ehemaliger Wohnsitz von Xiang Jingyu (Kreis Xupu)                                                                                              |      |
| Xiangnan nianguan baodong zhihuibu jiuzhi 湘南年关暴动指挥部旧址   | 4-230     | Yizhang xian 宜章县      | Stätte der Hauptquartiers des Süd-Hunan-Aufstands (Kreis Yizhang)                                                                              |      |
| Nanyue zhonglieci 南岳忠烈祠                                       | 4-239     | Hengyang shi 衡阳市      | Märtyrerschrein von Nanyue (Hengyang) |      |
| Yuchanyan yizhi 玉蟾岩遗址                                         | 5-91      | Dao xian 道县            | Yuchanyan-Stätte (Paläolithikum/Neolithikum) (Kreis Dao (Yongzhou))                                                                            |      |
| Pengtoushan yizhi 彭头山遗址                                       | 5-92      | Li xian 澧县             | Stätte der Pengtoushan-Kultur (Neolithikum) (Kreis Li (Changde))                                                                               |      |
| Bashidang yizhi 八十垱遗址                                         | 5-93      | Li xian 澧县             | Bashidang-Stätte (neolithische Stätte der Pengtoushan-Kultur) (Kreis Li (Changde))                                                             |      |
| Laosicheng yizhi 老司城遗址                                        | 5-94      | Yongshun xian 永顺县     | Laosicheng-Stätte (Kreis Yongshun) |      |
| Liuzi miao 柳子庙                                                  | 5-363     | Yongzhou shi 永州市      | Liuzi-Tempel (Yongzhou) |      |
| Quzi ci 屈子祠                                                     | 5-364     | Miluo shi 汨罗市         | Quzi-Tempel (Qu Yuan) (Miluo) |      |
| Shaoyang bei ta 邵阳北塔                                           | 5-365     | Shaoyang shi 邵阳市      | Nordpagode von Shaoyang (Shaoyang) |      |
| Yueyang wenmiao 岳阳文庙                                           | 5-366     | Yueyang shi 岳阳市       | Konfuzianischer Tempel von Yueyang |      |
| Zhangguying cun gu jianzhuqun 张谷英村古建筑群                     | 5-367     | Yueyang shi 岳阳县       | Alte Architektur von Zhangguyingcun (Yueyang)                                                                                                  |      |
| Yutou Dong zhai gu jianzhuqun 芋头侗寨古建筑群                     | 5-368     | Tongdao xian 通道县      | Alte Architektur des Dong-Dorfes Yutou (Kreis Tongdao) (Ming-Dynastie)                                                                         |      |
| Peng Dehuai guju 彭德怀故居                                        | 5-499     | Xiangtan xian 湘潭县     | Ehemaliger Wohnsitz von Peng Dehuai (Kreis Xiangtan)                                                                                           |      |
| Liye gucheng yizhi 里耶古城遗址                                    | 5-519     | Longshan xian 龙山县     | Stätte der alten Stadt Liye (Kreis Longshan) (Zeit der Streitenden Reiche, Qin-Dynastie, Han-Dynastie)                                         |      |
| Gaomiao yizhi 高庙遗址                                             | 6-165     | Hongjiang shi 洪江市     | Stätte von Gaomiao (Hongjiang) (Neolithikum)                                                                                                   |      |
| Tanheli yizhi 炭河里遗址                                           | 6-166     | Ningxiang xian 宁乡县    | Tanheli-Stätte (Westliche Zhou-Dynastie) (Kreis Ningxiang)                                                                                     |      |
| Shun di miao yizhi 舜帝庙遗址                                      | 6-167     | Ningyuan xian 宁远县     | Stätte des Shun-Tempels (Kreis Ningyuan) |      |
| Shanggantang cun gu jianzhuqun 上甘棠村古建筑群                    | 6-670     | Jiangyong xian 江永县    | Alte Gebäude des Dorfes Shanggantang (Kreis Jiangyong)                                                                                         |      |
| Gaoyi cun gu jianzhuqun 高椅村古建筑群                             | 6-671     | Huitong xian 会同县      | Alte Gebäude des Dorfes Gaoyi (Kreis Huitong)                                                                                                  |      |
| Taohuayuan gu jianzhuqun 桃花源古建筑群                            | 6-672     | Taoyuan xian 桃源县      | Alte Gebäude von Taohuayuan (Kreis Taoyuan) |      |
| Nanyue miao 南岳庙                                                 | 6-673     | Hengyang shi 衡阳市      | Nanyue-Tempel (in Nanyue am Berg Heng) (Hengyang) (Tang-Dynastie)                                                                              |      |
| Hongjiang gu jianzhu qun 洪江古建筑群                              | 6-674     | Huaihua shi 怀化市       | Alte Architektur von Hongjiang (Huaihua) |      |
| Pingtan fengyu qiao 坪坦风雨桥                                     | 6-675     | Tongdao xian 通道县      | „Wind-und-Regen“-Brücken von Pingtan (Kreis Tongdao)                                                                                           |      |
| Cai hou ci 蔡侯祠                                                  | 6-676     | Leiyang shi 耒阳市       | Cai-Lun-Gedenktempel (Leiyang) |      |
| Yujia beifang 余家碑坊                                             | 6-677     | Li xian 澧县             | Gedächtnisbogen der Yu-Familie (Kreis Li (Changde))                                                                                            |      |
| Fenghuang gu chengbao 凤凰古城堡                                   | 6-678     | Fenghuang xian 凤凰县    | Alte Festung im Kreis Fenghuang |      |
| Yanghua yan moya 阳华岩摩崖                                        | 6-848     | Jianghua xian 江华县     | Stätte der Felsschnitzereien des Yanghua-Felsens (Kreis Jianghua)                                                                              |      |
| Shen Congwen guju 沈从文故居                                       | 6-1003    | Fenghuang xian 凤凰县    | Ehemaliger Wohnsitz von Shen Congwen (Kreis Fenghuang)                                                                                         |      |
| He Long guju 贺龙故居                                              | 6-1004    | Sangzhi xian 桑植县      | Ehemaliger Wohnsitz von He Long (Kreis Sangzhi)                                                                                                |      |
| Fuhou tang 富厚堂                                                  | 6-1005    | Shuangfeng xian 双峰县   | Ehemalige Residenz von Zeng Guofan (Kreis Shuangfeng)                                                                                          |      |
| Qi Baishi guju 齐白石故居                                          | 6-1006    | Xiangtan xian 湘潭县     | Ehemaliger Wohnsitz von Qi Baishi (Kreis Xiangtan)                                                                                             |      |
| Dongshan shuyuan jiuzhi 东山书院旧址                               | 6-1007    | Xiangxiang shi 湘乡市    | Dongshan-Akademie (Xiangxiang) |      |
| Cai E guju, gongguan he mu 蔡锷故居、公馆和墓                      | 6-1008    | Shaoyang shi 邵阳市      | Ehemaliger Wohnsitz, Residenz und Grab von Cai E (Shaoyang)                                                                                    |      |
| Hunan shengli di-yi Shifan xuejiao jiuzhi 湖南省立第一师范学校旧址 | 6-1009    | Changsha shi 长沙市      | Stätte der Ersten Pädagogischen Lehranstalt der Provinz Hunan (Changsha) (Yang Changji)                                                        |      |
| Shude shanzhuang 树德山庄                                          | 6-1010    | Dong’an xian 东安县      | Shude shanzhuang (Tang-Shengzhi-Wohnsitz) (Kreis Dong’an)                                                                                      |      |
| Zhong-Gong Xiang qu weiyuanhui 中共湘区委员会旧址                  | 6-1011    | Changsha shi 长沙市      | Ehemalige Stätte des Hunan-Komitees der Kommunistischen Partei Chinas (Changsha)                                                               |      |
| Xiang E Chuan Qian geming genjudi jiuzhi 湘鄂川黔革命根据地旧址    | 6-1012    | Zhangjiajie shi 张家界市 | Stätte des Revolutionären Stützpunktgebiets Hubei-Hunan-Sichuan-Guizhou (Zhangjiajie) (Xiao Ke, Ren Bishi, He Long)                            |      |
| Tangtian zhanshi jiangxueyuan jiuzhi 塘田战时讲学院旧址            | 6-1013    | Shaoyang xian 邵阳县     | Ehemalige Stätte des Tangtian-Kriegszeit-Lehrinstituts (Juni 1938) (Kreis Shaoyang)                                                            |      |
| Kang-Ri shengli Zhijiang qiaxiang jiuzhi 抗日胜利芷江洽降旧址      | 6-1014    | Zhijiang xian 芷江县     | Stätte der Unterzeichnung der japanischen Kapitulation von Zhijiang im Zweiten Japanisch-Chinesischen Krieg (21. August 1945) (Kreis Zhijiang) |      |